# Леон, Донован
Донован Леон (фр. Donovan Léon; Пустой шаблон {{ВД-Преамбула}} ) — французский футболист, вратарь клуба «Осер» и сборной Французской Гвианы.

## Клубная карьера
Леон — воспитанник клуба «Кайенна», «Бретиньи» и «Осер». 6 августа 2011 года в матче против «Монпелье» он дебютировал в Лиге 1. По итогам сезона клуб вылетел в Лигу 2, но игрок остался в команде. В 2015 году Донован перешёл в «Брест». 14 ноября в матче Кубка Франции против «Монтаяра» он дебютировал за основной состав. Летом 2020 года Леон вернулся в «Осер».

## Международная карьера
27 мая 2014 года в товарищеском матче против сборной Суринама Леон дебютировал за сборную Французской Гвианы. В 2017 году в составе сборной Донован принял участие в Золотом кубка КОНКАКАФ. На турнире он сыграл в матчах против команд Канады, Гондураса и Коста-Рики. 